# Antiskyrmion
Un antiskyrmion (ou Anti-Skyrmion) est l'antiparticule du skyrmion (particule théorisée en 1962 par le physicien britannique Tony Skyrme et dont la découverte a été publiée en 2009 par des chercheurs de l'Université technique de Munich).
Une technologie utilisant les skyrmions  et les antiskyrmions pourrait peut-être bientôt contribuer à stabiliser les systèmes spintroniques, et à augmenter la miniaturisation et le pouvoir de traitement des ordinateurs au-delà des limites de la loi de Moore,.